# تطور الفيروسات

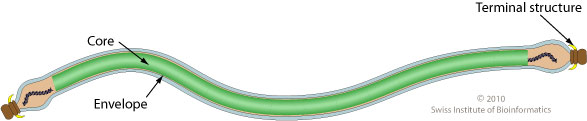
رسم تخطيطي لفيروس من جنس Deltalipothrixvirus

تطوّر الفيروسات هو حقلٌ فرعيٌّ لعلمِ الأحياء التّطوري ولعلم الفيروسات، يهتمّ هذا العلم بشكلٍ خاصّ بتطوّر الفيروسات. تملك الفيروسات دورة حياة قصيرة جدّاً وتتكاثر ضمنها عدداً كبيراً من المرّات، وخاصة فيروسات الحمض النووي الريبوزي، فلديها معدّلات طفرة عالية نسبيًا (وذلك وفقاً لترتيب طَفْرَة نُقطيَّة واحدة أو أكثر لكل جينوم في كلّ جولة من تناسخ الفيروسات). عندما يقترن معدّل الطفرة المرتفع هذا، مع الانتقاء الطبيعي فإنّه يسمح للفيروسات بالتكيّف بسرعة مع التغيّرات في البيئة المضيفة. بالإضافة إلى ذلك، توفّر معظم الفيروسات أعداداً كبيرة من نسلها، لذلك يمكن نقل أيّ جيناتٍ متحوّلة إلى أعدادٍ كبيرة من نسل الفيروس في وقتٍ قصير. على الرّغم من أنّ فرصة حدوث طفرات وفرصة التطوّر يمكن أن تتغير تبعًا لنوع الفيروس (الحمض النوويّ ذو التركيب المجدول المزدوج dsDNA، الحمض النووي الريبي النووي ذو التركيب المجدول المزدوج dsRNA، الحمض النووي الريبي وحيد الخيط ssDNA، إلخ)، فإّن فرص حدوث طفرات عند الفيروسات عالية بشكلٍ عامّ.
تطوّر الفيروس هو جانب مهمّ لعلم الأوبئة والأمراض الفيروسيّة مثل الأنفلونزا (فيروس الأنفلونزا)، والإيدز (فيروس نقص المناعة البشرية المكتسب)، والتهاب الكبد (على سبيل المثال HCV). تسبّبت سرعة الطفرة الفيروسية أيضًا مشاكلَ في تطوير اللقاحات المضادّة للفيروسات والعقاقير الناجحة، حيث تظهر الطّفرات المقاومة لهذه اللقاحات والعاقير في غضون أسابيع أو أشهر بعد اكتشاف العلاج ونشره. أحد النماذج النظريّة الرئيسيّة المطبّقة على التطوّر الفيروسي هو نموذج أشباه الأنواع، الذي يعرّف نوعًا من أنواع شبه الفيروس على أنّه مجموعة من السلالات الفيروسيّة وثيقة الصلة التي تتنافس داخل بيئة ما.

## الأصول
الفيروسات عتيقة. كشفت الدراسات التي تمّت على المستوى الجزيئيّ عن وجودِ علاقةٍ بين الفيروساتِ التي تصيبُ الكائناتِ الحيّة في كلّ نطاقٍ من نطاقات الحياة الثلاثة (العتائق والبكتيريا وحقيقيّات النوى) والبروتينات الفيروسيّة التي كانت موجودة قبل تباين الحياة وبالتالي قبل آخرِ سلفٍ مشتركٍ شامل. يشير ذلك إلى أنّ بعض الفيروسات قد ظهرت في وقت مبكّر من تطوّر الحياة، وأنّ الفيروسات ربما نشأت عدّة مرّات وليس مرّة واحدة.
هناك ثلاث فرضيات كلاسيكيّة عن أصلِ الفيروسات وكيفية تطوّرها:
- فرضية الفيروس أوّلاً: تقوم هذه الفرضيّة على فكرة أنّه من الممكن للفيروسات أن تتطوّر من جزيئات معقّدة من البروتين والحمض النوويّ قبلَ ظهورِ الخلايا لأوّل مرّة على وجه الأرض.[1][2] تنصّ هذه الفرضية أيضاً على أنّ الفيروسات ساهمت في بزوغ الحياة الخلويّة.[6] وتُدَعّم هذه الفرضية بفكرةِ أنّ جميعَ الجينومات الفيروسيّة مُشفّرة للبروتينات التي لا تحتوي على تماثل خلويّ. تمّ رفض فرضيّة الفيروس أولاً من قبل بعض العلماء لأنّها تنتهك تعريف الفيروسات، حيث أنّها تتطلب وجود خليّة مضيفة لكي تستطيع استنساخ نفسها.[1]
- فرضية الاختزال: تنصّ هذه الفرضيّة على فكرة أنّ الفيروسات ربّما كانت ذات مرّة خلايا صغيرة تطفّلت على خلايا أكبر منها. تُعرف هذه الفرضية أيضاً باسم فرضيّة الانحلال.[7][8] تُدعَّم هذه الفرضية باكتشاف فيروساتٍ عملاقة لها مادّة وراثيّة مماثلة للبكتيريا الطفيليّة. ومع ذلك، فإنّ الفرضيّة التراجعيّة لا تفسّر لماذا لا تشبه الفيروسات حتّى أصغر الطفيليّات الخلويّة ولا بأيّ شكل من الأشكال.[6]
- فرضية الهروب: تنصّ هذه الفكرة على أنّ بعض الفيروسات قد تطوّرت من أجزاءٍ من الحمض النوويّ أو الحمض النوويّ الريبيّ التي «هربت» من جيناتِ كائنٍ أكبر. وتُعرف هذه الفرضية أيضأ باسم فرضيّة التشرّد.[9] لا تفسر هذه الفرضيّة عدم رؤية أيّ تواجدٍ لتراكيبَ فريدةٍ من الفيروسات في أيّ مكانٍ في الخلايا. ولم تشرح هذه الفرضية أيضاً أغلفة البروتين المعقّدة وغيرها من هياكل جزيئات الفيروس.[6]

فرضيّة التطوّر المشترك المعروف أيضًا باسم فرضيّة الفقاعة: تنصّ هذه الفرضيّة على أنّه في بداية الحياة، كانت الريبْليكُون (جزء وظيفيّ من الدنا) (معلومات وراثيّة قادرة على نَسخِ نفسها ذاتيّاً) موجودة بالقربِ من مصادر الغذاء مثل الينابيع الحارّة أو الفوهات الحرارية المائية. وأنتج مصدر الغذاء أيضاً جزيئاتٍ شبيهة بالدهون تتجمع في حويصلات يمكن أن تحوي الريبْليكُون داخلها. ازدهرت الريبليكون في المناطق القريبة من مصدر الغذاء ولكن الموارد الوحيدة غير المخفّفة ستكون داخل الحويصلات. لذلك، يمكن أن يحدث الضغط التطوري ويدفع الريبْليكُون نحو طريقتين محتملتين للتطوّر: إمّا الاندماج مع الحويصلات، حتى تتمكّن من جمع الغذاء من البيئة التي أدّت في النهاية إلى ظهور الخلايا؛ أو نحو دخول الحويصلة التي تحوي على الطعام في داخلها، تستخدم مواردها، وتتكاثر فيها، ومن ثم تتركها للبحث عن حويصلة أخرى، وهو ما أدّى في نهاية الأمر إلى ظهور فيروسات.
يقوم علماء الفيروسات حاليّاً بعملية إعادة تقييم لكلّ هذه الفرضيات.